# Johan Engström
Johan Engström, född 16 juli 1976, är en svensk professionell dartspelare som tävlar i Professional Darts Corporation- turneringar.
Engström, med artistnanet "Sweet Ferret", har gjort flera framträdanden på PDC European Tour via de Nordic & Baltic tours kvalificeringar, och debuterade för Sveriges landslag vid PDC World Cup of Darts 2021 tillsammans med Daniel Larsson .